# 野田城駅
野田城駅（のだじょうえき）は、愛知県新城市野田字東浄悦にある、東海旅客鉄道（JR東海）飯田線の駅である。

## 概要
当駅は、豊橋駅（愛知県）と辰野駅（長野県）を結ぶJR飯田線の中間駅（途中駅）の一つであり、新城市新城地区の西部地区（旧・南設楽郡千郷村域）に位置する。駅名の「野田城」は「野田城の戦い」の舞台となった戦国時代の城・野田城に由来だが、野田城址は東上駅とのほぼ中間の地に位置する。
1918年（大正7年）に、豊川鉄道によって開設した。その後国有化を経て、1987年（昭和62年）の国鉄分割民営化に伴いJR東海経営に移っている。

## 歴史
野田城駅を開設した豊川鉄道は、現在のJR飯田線南部に当たる豊橋 - 大海間を運営していた私鉄である。当駅を挟む三河一宮 - 新城間は1898年（明治31年）に開通するが、それから20年を経た1918年1月に当駅は新設された。
1943年（昭和18年）8月、豊川鉄道線は買収・国有化され国鉄飯田線が成立する。これによって当駅も国鉄の駅となった。1971年（昭和46年）には開業時からの貨物取扱が廃止されて旅客駅となり、そのまま1987年4月の国鉄分割民営化を迎えてJR東海に継承されている。

### 年表
- 1918年（大正7年）1月1日：豊川鉄道の駅として新設[1]。
- 1943年（昭和18年）8月1日：国有化、国鉄飯田線の駅となる[1]。
- 1971年（昭和46年）12月1日：貨物及び荷物扱い廃止[1]。
- 1984年（昭和59年）2月24日：飯田線南部への列車集中制御装置 (CTC) 導入に伴い、無人駅化[2]。
- 1987年（昭和62年）4月1日：国鉄分割民営化に伴い、JR東海が継承[1]。
- 2025年（令和7年）3月15日：ICカード「TOICA」が利用可能となる[3][4]。

## 駅構造
相対式ホーム2面2線を有する地上駅である。
ホーム番線は北側が1番線、南側が2番線である。単線上にある交換駅であり、列車の交換（行き違い）が可能である。
駅舎は1番線（下り線）ホーム側にあり、互いのホームは構内踏切で連絡している。駅員が配置されない無人駅（駅員無配置駅）であり、管理駅（駅長配置駅）である豊川駅の管理下に置かれている。
| 番線 | 路線      | 方向 | 行先               |
| ---- | --------- | ---- | ------------------ |
| 1    | CD 飯田線 | 下り | 中部天竜・飯田方面 |
| 2    | CD 飯田線 | 上り | 豊橋方面           |

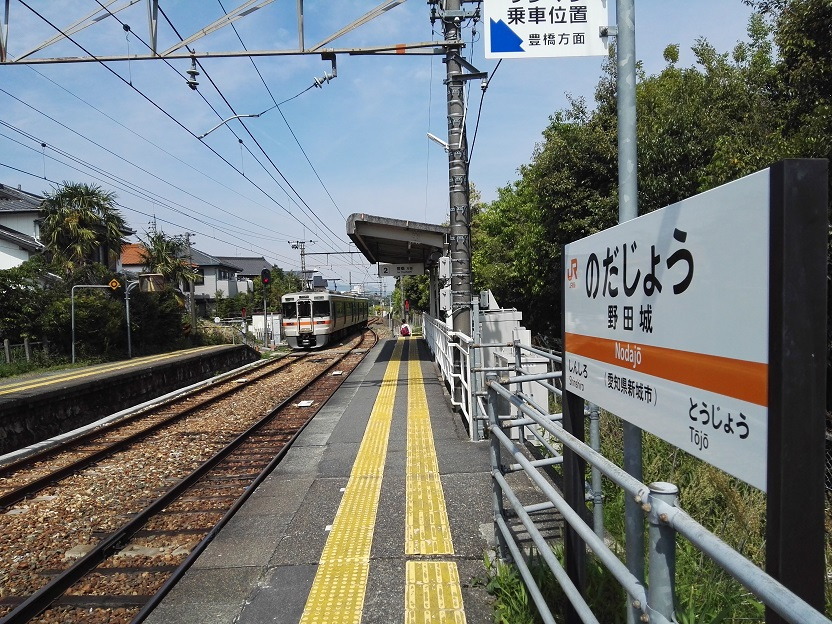
ホーム（2019年5月）

## 停車列車
野田城駅には、豊橋方面（上り）・飯田方面（下り）の双方共1時間当たり概ね1・2本（ラッシュ時は最大3本）の列車が停車する。停車する種別は普通列車と、上りのみ設定されている快速列車の2種類。特急「伊那路」は通過する。

## 駅周辺
- 横浜ゴム新城工場

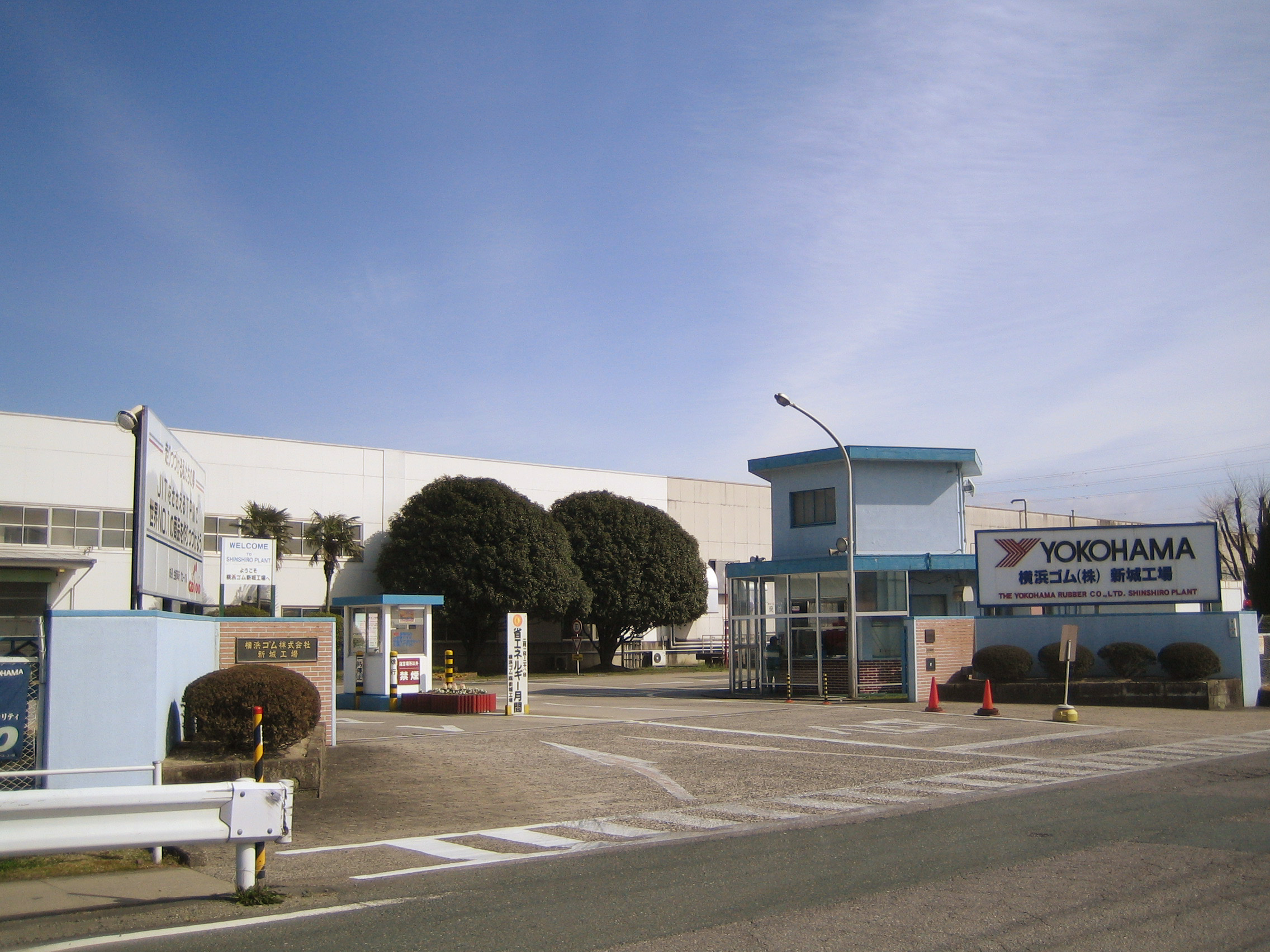
横浜ゴム新城工場

  - 駅に隣接する工場には桜並木が植えられ、毎年4月上旬には上り側ホームを覆う様に咲いていたが伐採されてしまった。工場脇にはゴジラ等を模してタイヤで作られた巨大なオブジェもあり、そこは「タイヤランド」と名付けられ開放されている。
- 野田城跡
- 豊鉄バス 野田城バス停
- 国道151号
- 豊川に架かる野田城大橋（愛知県道392号・静岡県道303号新城引佐線）
  - この橋の開通により、豊川を挟んだ一鍬田地区も当駅へのアクセス圏内となった。

## 隣の駅
東海旅客鉄道（JR東海）
CD 飯田線
■快速（上りのみ運転）・■普通
東上駅 - 野田城駅 - 新城駅